# Ryton-on-Dunsmore
Ryton-on-Dunsmore är en ort och civil parish i Storbritannien.   Den ligger i grevskapet Warwickshire och riksdelen England, i den södra delen av landet, 130 km nordväst om huvudstaden London. Ryton-on-Dunsmore ligger 80 meter över havet och antalet invånare är 1 709.
Terrängen runt Ryton-on-Dunsmore är platt. Runt Ryton-on-Dunsmore är det ganska tätbefolkat, med 248 invånare per kvadratkilometer. Närmaste större samhälle är Coventry, 6,9 km nordväst om Ryton-on-Dunsmore. Trakten runt Ryton-on-Dunsmore består till största delen av jordbruksmark.